# Pittasoma michleri
La pitta formichiera capinera, nota anche come pitta formichiera corona nera o pittasoma capinera (Pittasoma michleri Cassin, 1860) è un uccello passeriforme della famiglia Conopophagidae.

## Etimologia
Il nome scientifico della specie, michleri, rappresenta un omaggio a Nathaniel Michler, ingegnere dell'esercito degli Stati Uniti che ne ottenne gli esemplari in seguito utilizzati per la descrizione scientifica.

## Descrizione

### Dimensioni
Misura 18-19 cm di lunghezza, per 110 g di peso.

### Aspetto
Si tratta di uccelli dall'aspetto robusto e massiccio, muniti di grossa testa allungata con becco robusto, conico e appiattito, dall'estremità leggermente ricurva verso il basso, mentre le ali sono corte e arrotondate, la coda è quasi inesistente e squadrata e le zampe sono forti e allungate.
Il piumaggio, come intuibile dal nome comune, è nero su fronte e vertice, mentre guance, lati del collo e nuca sono di color nocciola, l'area fra becco e occhi ed il cerchio perioculare sono biancastri e dorso, ali e coda sono di colore bruno (le seconde con copritrici e remiganti lievemente più scure e con una macchia bianca circolare sulla punta): le penne della gola sono nere con punta bianca, mentre quelle di petto, ventre e sottocoda sono bianche con orlo nero, a dare all'area ventrale un effetto tessellato.

Il dimorfismo sessuale è piuttosto evidente, con le femmine dall'area nera cefalica più ridotta e tendente al bruno-nerastro, mentre l'area ventrale è anch'essa più tendente al bruno che al nero.
In ambedue i sessi gli occhi sono di colore bruno, il becco è grigio-nerastro con orli più chiari e tendenti al grigio-azzurrino e le zampe sono di colore nerastro.

## Biologia
Si tratta di uccelli diurni ed elusivi, che vivono da soli o in coppie e passano la maggior parte della giornata alla ricerca di cibo al suolo, muovendosi velocemente camminando o saltellando, pronti a nascondersi nel folto del sottobosco al minimo cenno di pericolo.
Il richiamo di questi uccelli è costituito da una lunga sequenza (anche alcuni minuti) di corti fischi su una singola nota.

### Alimentazione
La dieta della pitta formichiera capinera è poco conosciuta: questi uccelli sono stati osservati mentre si cibavano di bacche, ma si pensa che una grande parte della loro dieta sia costituita da insetti.

### Riproduzione
Le osservazioni concernenti la riproduzione di questi uccelli sono piuttosto scarne e si limitano a un singolo nido osservato con uova in aprile (una struttura grossolana di rametti in un cespuglio) e ad una femmina con giovani al seguitoosservata nel mese di luglio: si ritiene che essi siano monogami e che le coppie portino avanti una singola covata l'anno.

## Distribuzione e habitat
La pitta formichiera capinera è diffusa lungo la costa caraibico dalla Costa Rica a Panama centrale, mentre ad est della provincia di Veraguas la si trova anche sul versante Pacifico, fino al nord-ovest del dipartimento colombiano di Chocó.
L'habitat di questi uccelli è rappresentato dalle aree di foresta umida, anche secondarie, mentre essi sembrerebbero mancare dalle zone di foresta più secca.

## Tassonomia
Se ne riconoscono due sottospecie:
- Pittasoma michleri michleri Cassin, 1860 - la sottospecie nominale, diffusa nella porzione orientale pacifica dell'areale occupato dalla specie;
- Pittasoma michleri zeledoni Ridgway, 1884 - diffusa nella porzione centro-occidentale dell'areale occupato dalla specie;